# Daecheong
Daecheong est une île située dans le district d'Ongjin de Corée du Sud en mer Jaune.
Elle est connue pour être le lieu de la bataille de Daecheong.